# 骨转移
骨转移是一種癌症轉移類型，此時原发性肿瘤已轉移至骨骼。原发性乳腺癌患者特别容易发生骨转移。 當癌症骨转移並進入中後期後，患者可能會持續性疼痛，并伴有周期性的剧痛。 